# Ajuntament d'Igualada
L'Ajuntament d'Igualada és un edifici del municipi d'Igualada (Anoia) que forma part de l'Inventari del Patrimoni Arquitectònic de Catalunya.

## Descripció
La façana està presidida per una gran balconada que n'ocupa les tres quintes parts. Aquesta separa la planta baixa del carrer de la resta. És arrebossada i pintada de color blanc. La balconada és de ferro. D'aquesta surten quatre pilastres amb capitells corintis que separen l'estructura general de la façana en cinc parts, de les quals la del mig conté l'escut de la ciutat, de pedra picada (1960).
L'interior: un cop passat el primer atri, ens trobem amb una escala de tipus català, que ens condueix a la planta noble, on totes les dependències estan situades al voltant del segon atri. Hi ha una pintura mural d'Aladio Duch i Mosterio (1967). Travessant la porta central s'entra al Saló de Sessions, que en les parets laterals hi ha làpides i quadre al·lusius a personatges importants de la ciutat.

## Història
Es construí en un terreny cedit a la ciutat per la família Franquesa. L'arquitecte va ésser Antoni Rovira i Trias, el qual signà el projecte l'onze de juny de 1880. La inauguració fou el 24 de juny de 1883. De la construcció projectada a la realització final hi ha moltes diferències. L'edifici projectat era molt més sumptuós; la realització va ésser feta molt més pobrament, tan sols es tingué en compte l'estructura general de l'obra. Interiorment l'edifici ha sofert diverses modificacions per tal d'adaptar l'edifici a les necessitats de les dependències municipals.

## Composició del ple
| Eleccions municipals de 26 de maig - Igualada                                                                                              |                                                   |                                     |                                     |         |          |          |
| Candidatura | Candidatura                                       | Candidatura                         | Cap de llista                       | Vots    | Vots     | Regidors |
| | Junts per Igualada                                |                                     | Marc Castells i Berzosa             | 7503    | 39,02%   | 9 (-2)   |
| | Esquerra Republicana de Catalunya-Acord Municipal |                                     | Enric Conill i Tort                 | 4217    | 21,93%   | 5 (+2)   |
| | Igualada Som-hi                                   |                                     | Jordi Cuadras i Oliva               | 3677    | 19,12%   | 4 ()     |
| | Poble Actiu - Amunt                               |                                     | Neus Carles i Roqué                 | 1973    | 10,26%   | 2 ()     |
| | Ciutadans - Partit de la Ciutadania               |                                     | Carmen Manchón i Villaverde         | 1082    | 5,63%    | 1 (+1)   |
| | Altres candidatures                               |                                     |                                     | 651     | 3,39%    | 0 ( -1)  |
| | Vots en blanc                                     |                                     |                                     | 124     | 0,64%    |          |
| Total vots vàlids i regidors | Total vots vàlids i regidors                      | Total vots vàlids i regidors        | Total vots vàlids i regidors        | 19.227  | 100 %    | 21       |
| | Vots nuls                                         | Vots nuls                           | Vots nuls                           | 75      | 0,39%    |          |
| Participació (vots vàlids més nuls) | Participació (vots vàlids més nuls)               | Participació (vots vàlids més nuls) | Participació (vots vàlids més nuls) | 19.302  | 66,70%** |          |
| Abstenció | Abstenció                                         | Abstenció                           | Abstenció                           | 9637*   | 33,30%** |          |
| Total cens electoral | Total cens electoral                              | Total cens electoral                | Total cens electoral                | 28.937* | 100 %**  |          |
| Batlle: Marc Castells i Berzosa Per ser la llista més votada, després de no haver obtingut majoria absoluta dels regidors (9 de JuntsxIGD) |                                                   |                                     |                                     |         |          |          |
| Fonts: NacióDigital (* No són vots sinó electors. ** Percentatge respecte del cens electoral.)                                             |                                                   |                                     |                                     |         |          |          |

1. ↑  Coalició entre el PSC, Igualada en Comú i Igualada Oberta. L'any 2015 es presentaren com a Socialistes d'Igualada i Decidim Igualada-Entesa.
2. ↑  Respecte els resultats de SI-PSC (3) i Decidim Igualada-Entesa (1).
3. ↑  També hi participà el Partit Popular Català (651 vots, 3,39%)
4. ↑  El Partit Popular Català perdé 1 regidor obtingut el 2015.